# KBS 2TV 일일연속사극
한국방송공사 2TV 일일연속사극은 1982년 1월 4일부터 1989년 10월 6일까지 방송했던 KBS 2TV 텔레비전 드라마이다.

## 작품 리스트
|  | - 아래의 텔레비전 드라마 중 2002년 11월 이후에 시청 가능 연령을 표시하는 드라마 등급 제도를 의무적으로 시행하고 있습니다. - 2017년 3월 1일부터 TV 프로그램 등급 표시 외에 주제, 폭력성, 선정성, 언어, 모방 위험 등 분류 사유 표시를 의무적으로 시행하고 있습니다. |

- 《천생연분》: 1982년 1월 4일 ~ 1982년 9월 17일
- 《꽃가마》: 1982년 9월 20일 ~ 1983년 3월 25일
- 《꽃반지》: 1985년 9월 16일 ~ 1986년 5월 2일
- 《임이여 임일레라》: 1986년 5월 5일 ~ 1987년 1월 30일
- 《사모곡》: 1987년 2월 2일 ~ 1987년 11월 27일
- 《꼬치미》: 1987년 11월 30일 ~ 1988년 7월 1일
- 《하늘아 하늘아》: 1988년 7월 4일 ~ 1989년 3월 31일
- 《천명》: 1989년 4월 3일 ~ 1989년 10월 6일

## 같이 보기
| - 한국방송공사 1TV 일일연속극 - 한국방송공사 2TV 일일연속극 - 한국방송공사 2TV 일일연속사극 | - 문화방송 일일연속극 - 문화방송 일일연속사극 - 문화방송 일일 특별기획 드라마 - SBS 일일드라마 |